# Campo da Constituição
O Campo da Constituição foi o principal recinto do Futebol Clube do Porto de 1913 a 1952, altura em que foi substituído pelo Estádio das Antas. Hoje, é utilizado pelas equipas dos escalões de formação do clube.

## História
No final do ano de 1911, o FC Porto foi informado de que teria que desocupar o Campo da Rua da Rainha, já que, no local, seria construída uma fábrica. Começou-se então a procurar um espaço adequado às novas instalações e com facilidade se encontrou um terreno próximo à Rua da Rainha (cujo nome havia já sido alterado, após a Implantação da República, para Rua de Antero de Quental), na Rua da Constituição. Em Julho de 1912 é dado o aval em assembleia-geral e o terreno é arrendado por 350 escudos anuais. Nele é construído um campo de futebol, inaugurado no dia 1 de Janeiro de 1913 (embora o torneio oficial de inauguração tenha acontecido apenas entre os dias 26 e 28 do mesmo mês). A sede já havia sido transferida da Rua da Rainha para a Constituição em Novembro de 1912. Em 1914 é inaugurado um rinque de patinagem, que três anos depois é substituído por um campo de ténis.
Durante um largo período, o Campo da Constituição serviu também de casa a outros clubes, como o Salgueiros, o Vilanovense ou o Sporting de Espinho, a quem o FC Porto subarrendava as instalações. Contudo, o FC Porto cresceu rapidamente e, em cerca de duas décadas, o Campo da Constituição tornou-se pequeno demais para o clube. Em 1933 foi apresentada em assembleia-geral a proposta de aquisição de terrenos para um novo estádio. O Estádio das Antas só ficaria pronto em 1952, pelo que, desde a década de 1930 e até à inauguração do novo estádio, o FC Porto teve muitas vezes necessidade de jogar em campo emprestado, por vezes no Campo do Ameal, do Sport Progresso, mas sobretudo no Estádio do Lima, do Académico Futebol Clube.
Em 1952 deu-se a mudança definitiva para as Antas. A sede já havia sido transferida, em 1933, para a atual Praça General Humberto Delgado Avenida dos Aliados. O Campo da Constituição encontra-se ainda hoje em atividade, servindo de casa aos escalões de formação do FC Porto.

## Momentos especiais
- 5 de Abril de 1921 - FC Porto 5 x 0 Real Madrid, em jogo amigável
- 23 de Abril de 1939 - FC Porto 3 x 3 Benfica, empate que garantiu a conquista do título na primeira edição do Campeonato Nacional